# Via dei Crociferi (Catania)

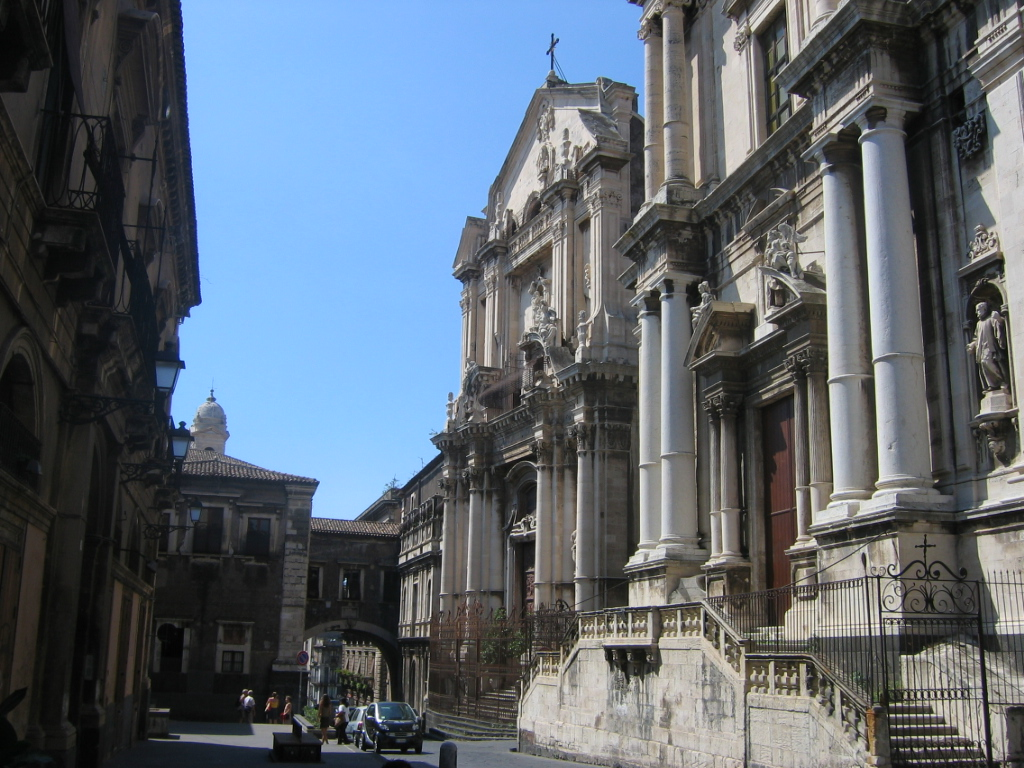
Die Kirchen San Francesco Borgia und San Benedetto (hinten).

Die Via dei Crociferi (Straße der Kreuzträger) ist eine barocke Prachtstraße in Catania. Die Klöster und Kirchen am zentralen Teil der Straße gehören zum UNESCO-Welterbe Spätbarocke Städte des Val di Noto.

## Südlicher Teil
Den Ausgangspunkt im Süden bildet die Piazza San Francesco d’Assisi mit der doppeltürmigen Kirche San Francesco d’Assisi all’Immacolata (19. Jahrhundert) und dem Denkmal für Kardinal Giuseppe Benedetto Dusmet (1935). Man erreicht die Piazza vom Domplatz her über die Via Vittorio Emanuele II.
Es folgt ein starker Anstieg bis zur Via Teatro Greco, die in westlicher Richtung zur Rückseite des römischen Theaters führt. Dieses war in der Antike durch eine Straße mit dem Amphitheater (Piazza Stesicoro) verbunden. Die christlichen Kultstätten, welche im Verlauf der Jahrhunderte über antiken Gebäuden entstanden, wurden nach dem schweren Erdbeben von 1693 wiederaufgebaut.

## San Benedetto

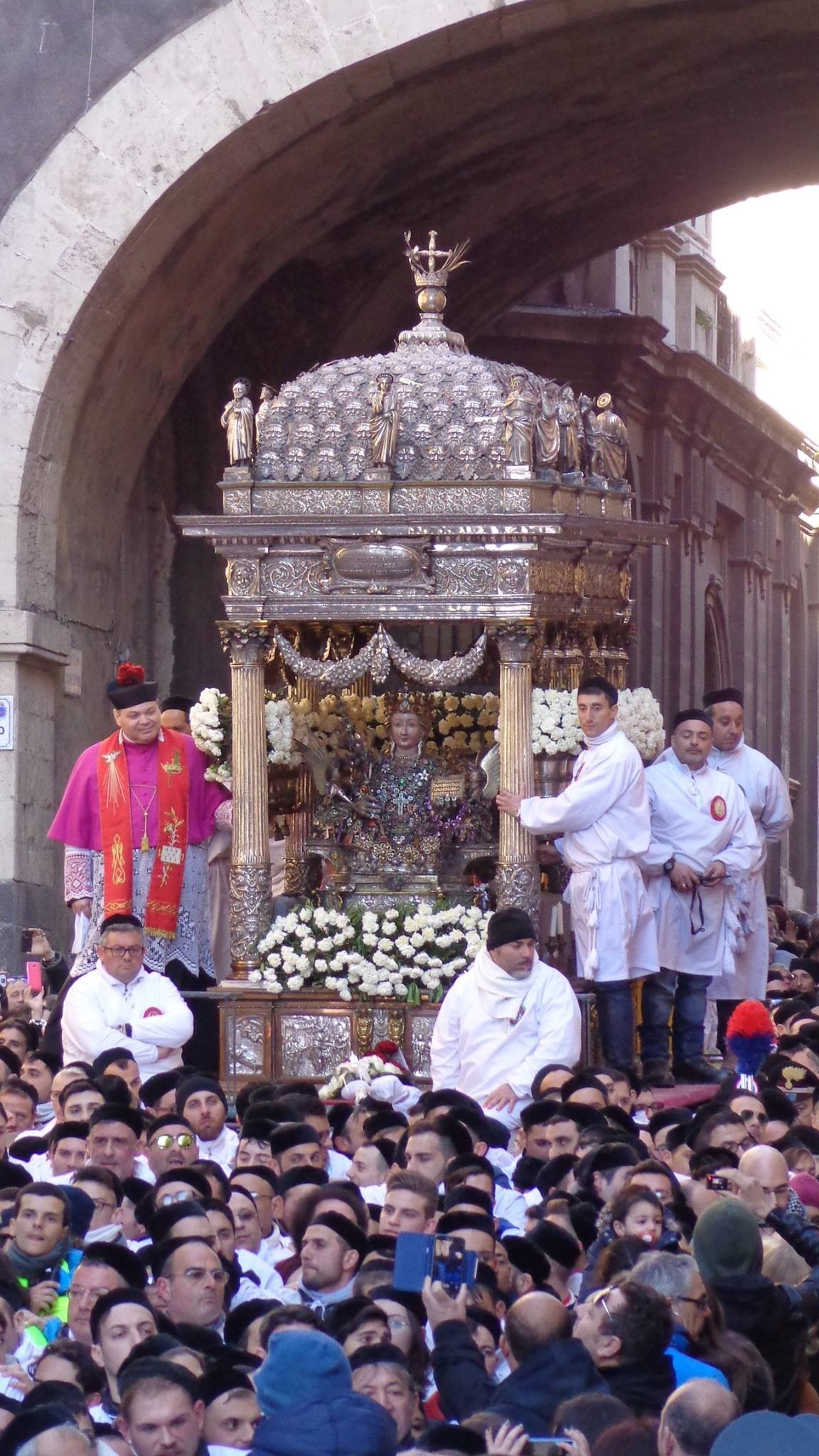
Bogen von San Benedetto: Prozession am Fest der heiligen Agata.

Von der Abzweigung der Via Teatro Greco an ist die Via dei Crociferi autofrei. Sie wird an dieser Stelle vom 1704 errichteten Bogen des Benediktinerinnenklosters überspannt. Er verbindet die Kleine Abtei (vor 1693 Kloster Santa Maddalena, heute Museo di Arte Contemporanea Sicilia) im Osten mit der Großen Abtei und der Klosterkirche auf der anderen Straßenseite. Man beachte die allgegenwärtigen Fenstergitter (Gelosie), hinter denen der Adel seine Töchter zu Ehefrauen erziehen oder aber zur Verhinderung von Erbteilungen lebenslang vom anderen Geschlecht fernhalten ließ.
Das neu gegründete Königreich Italien hob 1866 alle Ordensgemeinschaften und religiösen Korporationen auf. Heute beherbergen die Konventsgebäude eine von Benediktinerinnen vom Heiligsten Sakrament geführte Mädchenschule. Im Rahmen von Führungen wird unter anderem das Parlatorium gezeigt, wo die Nonnen an Besuchstagen mit ihren Angehörigen sprechen, diese aber nicht sehen konnten.
Die Kirche San Benedetto wurde 1704–1713 errichtet und nach Beschädigung im Zweiten Weltkrieg restauriert. In den einschiffigen Innenraum gelangt man über die berühmte Scalinata dell’Angelo, eine mit acht Engelsstatuen geschmückte Monumentaltreppe. Die bedeutenden Fresken schuf 1726–1720 Giovanni Tuccari. In Kirche und Kloster wurden 1993 Teile des Filmdramas Storia di una capinera (Geschichte einer Mönchsgrasmücke) von Franco Zeffirelli nach der gleichnamigen Briefnovelle von Giovanni Verga gedreht.

## San Francesco Borgia
Nun überquert man die zur Piazza Asmundo mit dem barocken Palazzo Asmundo Francica-Nava führende Via San Benedetto und erreicht die Niederlassung der Jesuiten, welche ab 1698 nach Plänen von Angelo Italia wiederaufgebaut wurde. Ihrer dreischiffigen Kirche San Francesco Borgia ist eine Freitreppe mit beidseitigen Rampen vorgelagert. Das anstoßende einstige Jesuitenkollegium (bis 2009 Istituto Statale d’Arte) besitzt neben der imposanten Fassade einen schönen zweigeschossigen Kreuzgang.
Hinter dem Kollegium führt im Westen die lange, enge Via dei Gesuiti auf die exedraförmige Piazza Dante und den größten barocken Baukomplex Catanias zu, das ebenfalls zum UNESCO-Welterbe gehörende Benediktinerkloster San Nicolò l’Arena (heute Sitz des Departements für humanistische Wissenschaften der Università degli Studi). Auf halbem Weg liegen an der Via dei Gesuiti die römischen Terme della Rotonda mit einem unter byzantinischer Herrschaft zur Kirche umgebauten Kuppelraum.

## San Giuliano
Von der gegenüberliegenden östlichen Seite der Via dei Cruciferi bis zur Via Sangiuliano und zur Via Manzoni erstreckt sich das Areal der Benediktinerinnenabtei San Giuliano, die bis zur Säkularisation als vornehmstes der fünf Frauenklöster der Stadt galt. Die 1741–1751 entstandene Chiesa di San Giuliano – eines der schönsten Beispiele des Cataneser Spätbarocks – ist ein Werk von Giuseppe Palazzotto (1702–1764). Der in Ost-West-Richtung gelängte Zentralbau besitzt nach allen vier Himmelsrichtungen Apsiden, wobei die Außenseite der westlichen Apsis die konvexe Fassade des Gebäudes bildet.
Bei Teilnahme an einer Führung kann der über dem Vestibül befindliche zweigeschossige Nonnenchor besichtigt werden. Auch besteigt man den prismatischen Tiburio mit umlaufender Galerie, der das Klostergewölbe der großen Kuppel ummantelt. Von dieser bietet sich ein schöner Blick auf die Stadt, das Meer und den Ätna. Das Konventsgebäude mit dem zweigeschossigen Kreuzgang ist heute lokaler Sitz der Gewerkschaft CGIL.

## Nördlicher Teil
Nach dem Kloster San Giuliano wird die Via dei Crociferi von der ansteigenden, stark befahrenen Via Sangiuliano gequert. Sie und die heutige Haupteinkaufsstraße Via Etnea waren nach 1693 die Achsen der neu aufgebauten Stadt. Im verbleibenden Rest der Via dei Crociferi gibt es noch die von Francesco Battaglia 1735 entworfene Kirche San Camillo ai Crociferi mit ovalem Grundriss und konkaver Fassade zu sehen. Sie gehört zum ehemaligen Kloster der Chierici regolari ministri degli infermi (Camilliani oder Crociferi) und befindet sich auf der westlichen Seite der Straße, der sie den Namen gab.
Die Via dei Crociferi endet bei der von Palmen umstandenen Villa Cerami (Sitz des juristischen Departements der Universität). Über eine Treppe gelangt man von dort über die Via Penninello zur Via Etnea hinunter.

## Galerie

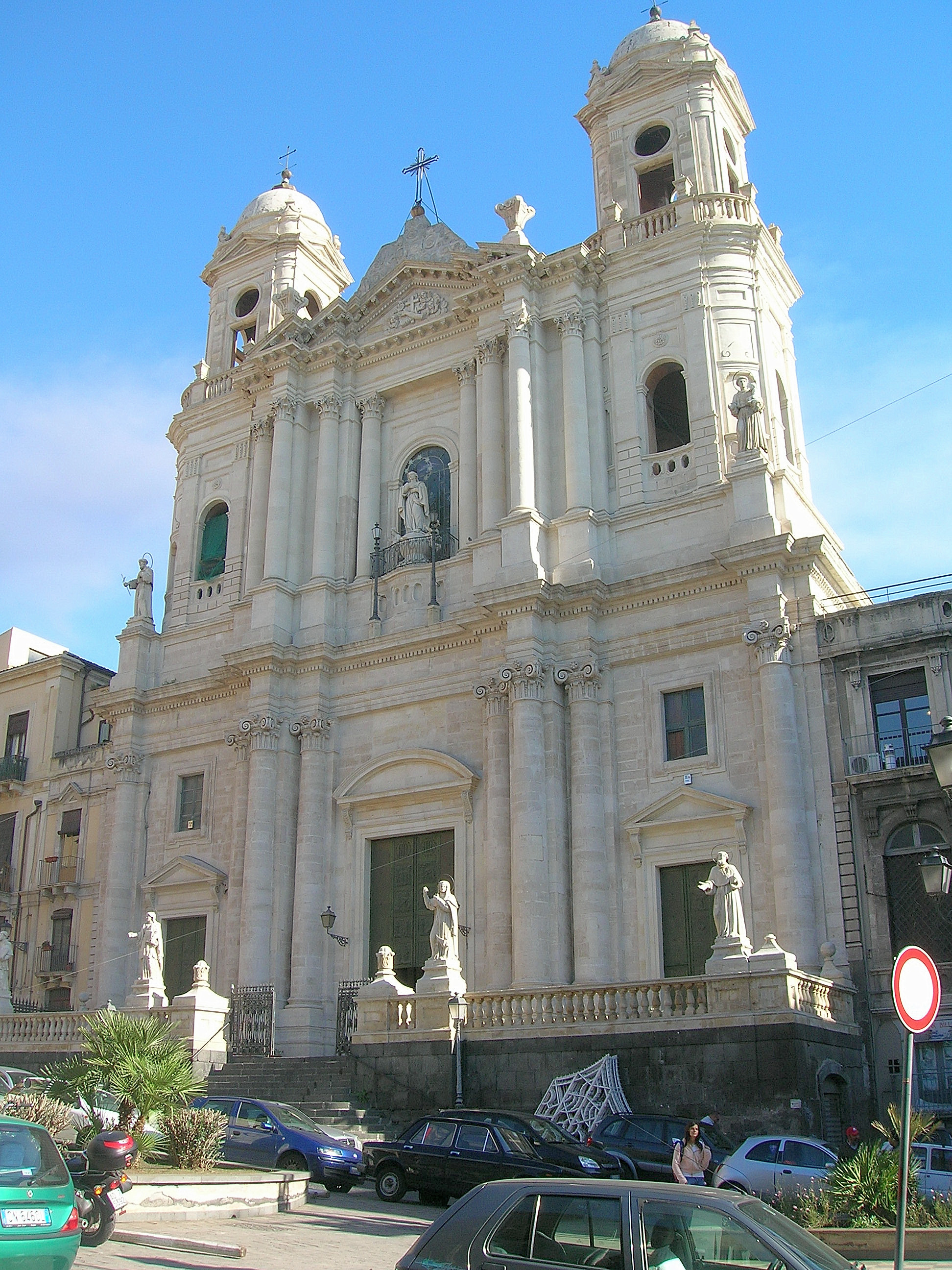
San Francesco d’Assisi all’Immacolata.
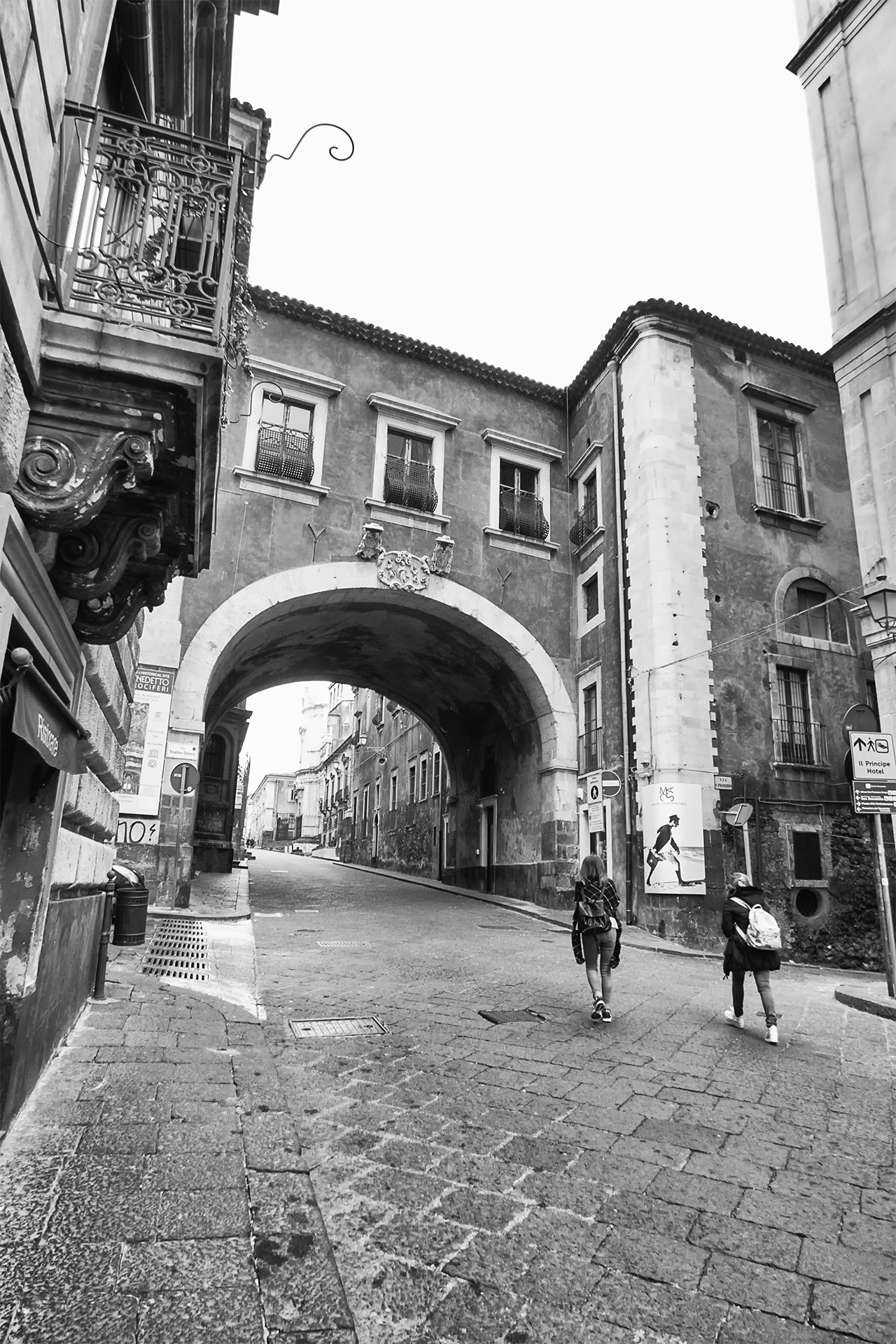
San Benedetto: Bogen.
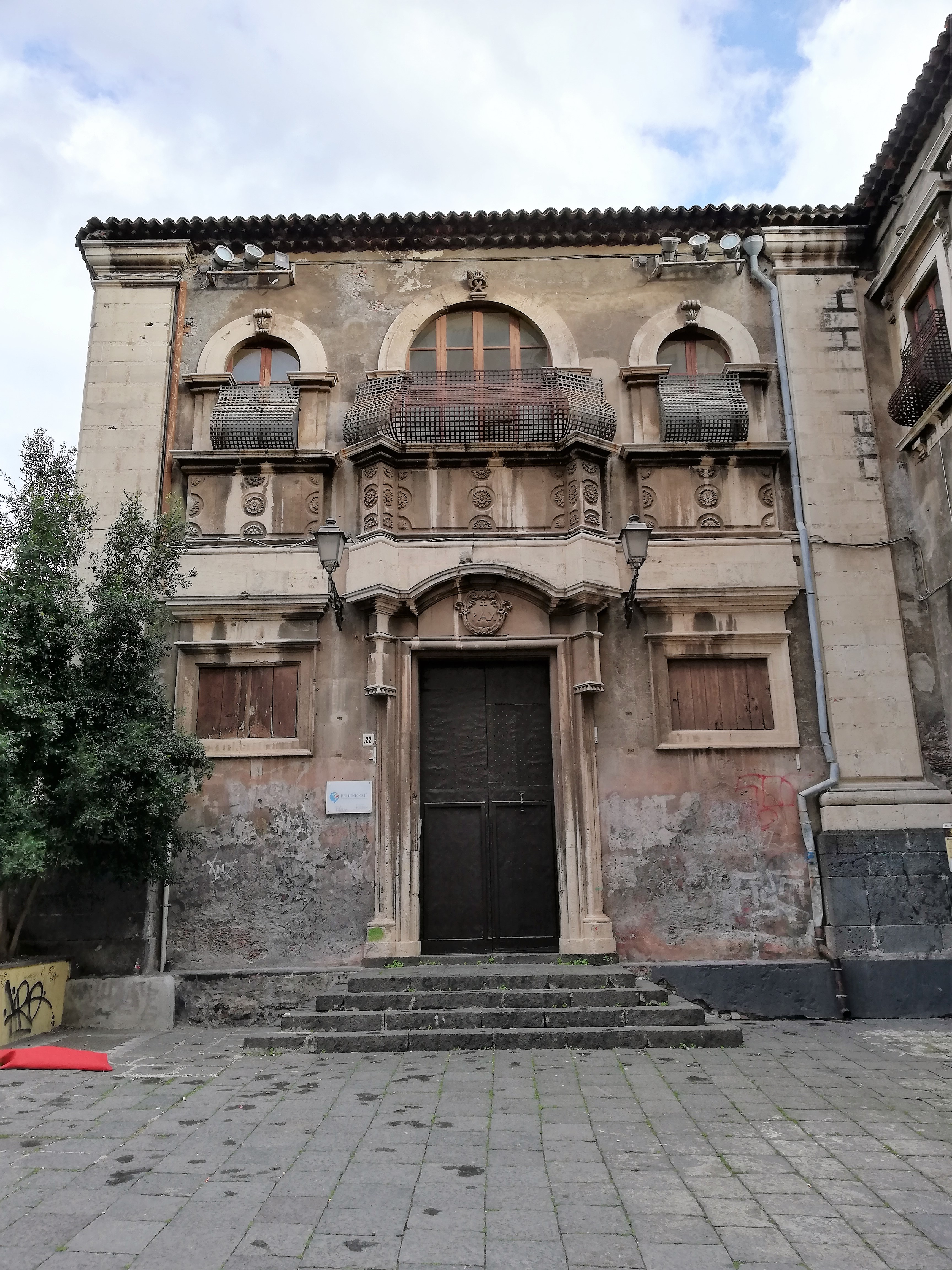
San Benedetto: Kleine Abtei.
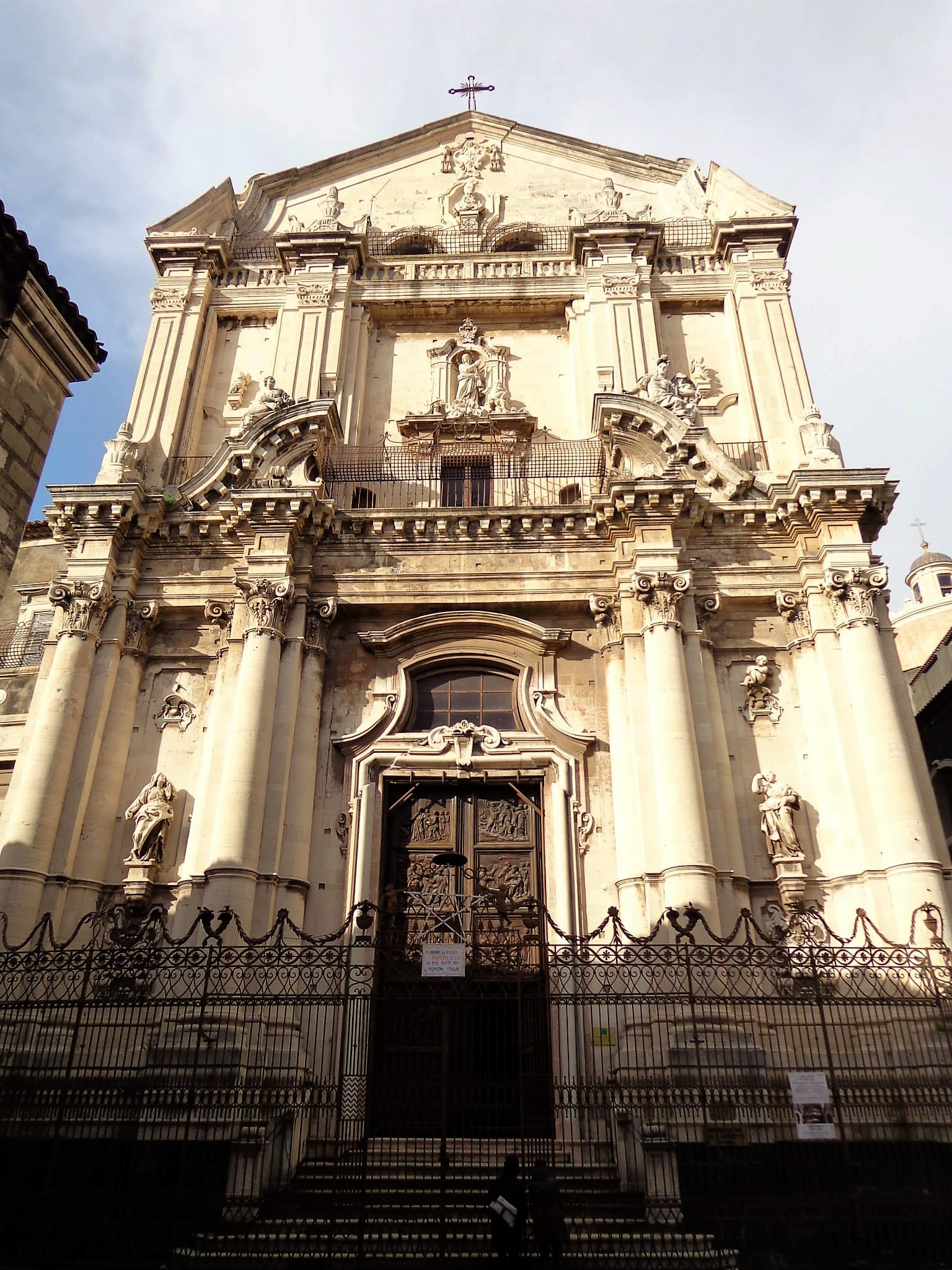
San Benedetto: Kirche.
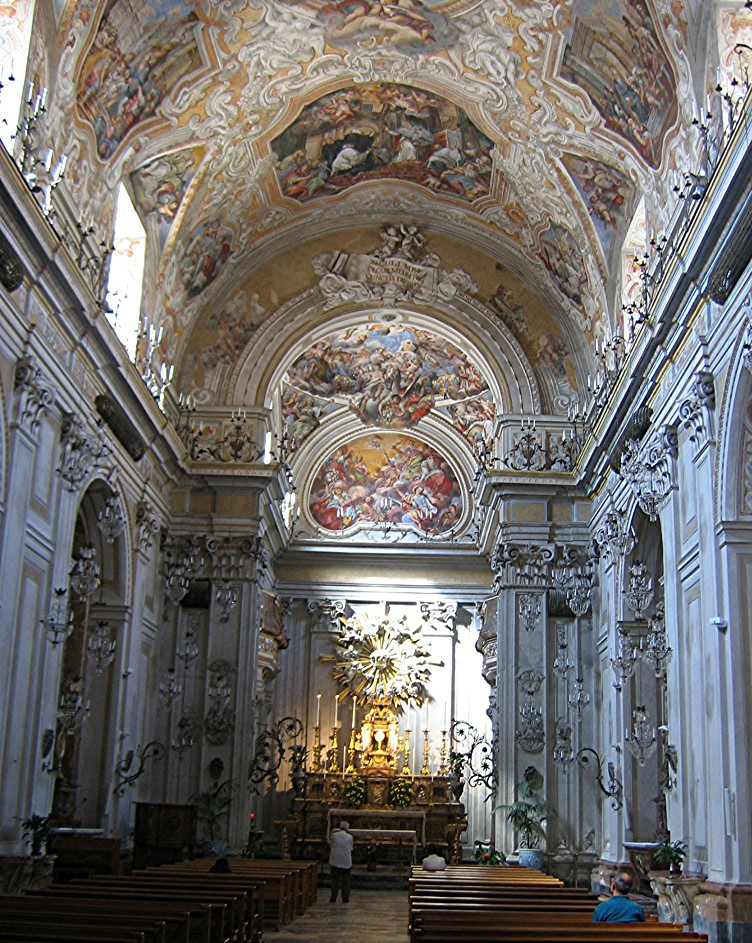
San Benedetto: Fresken, Hauptaltar.
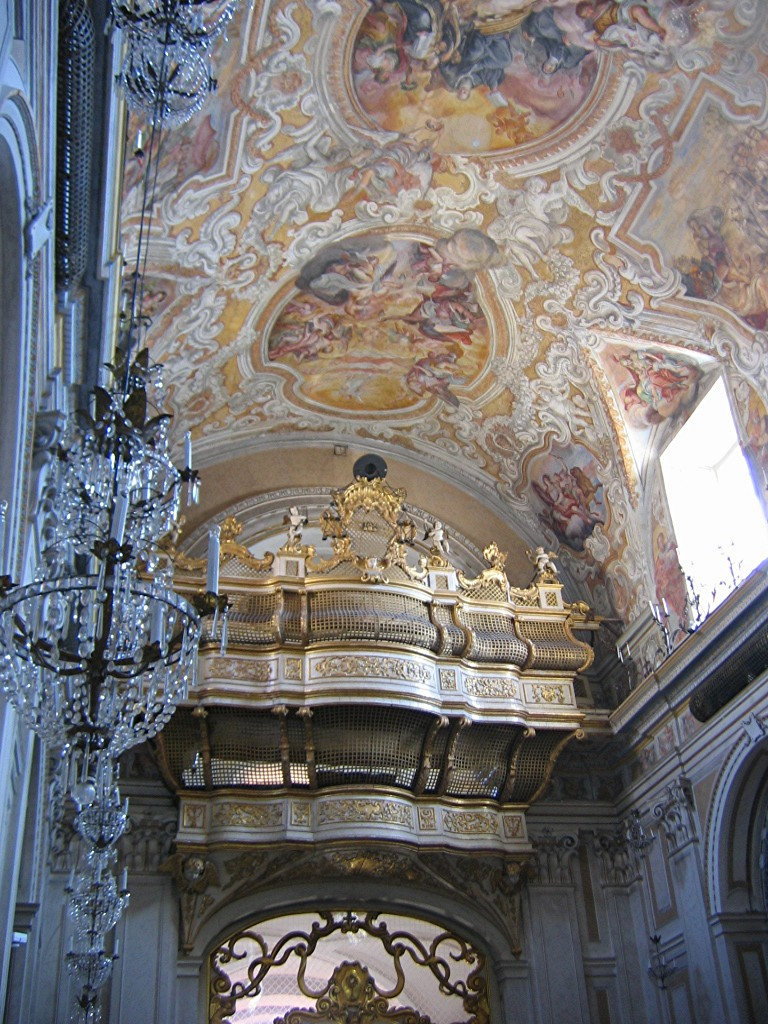
San Benedetto: Nonnenchor.
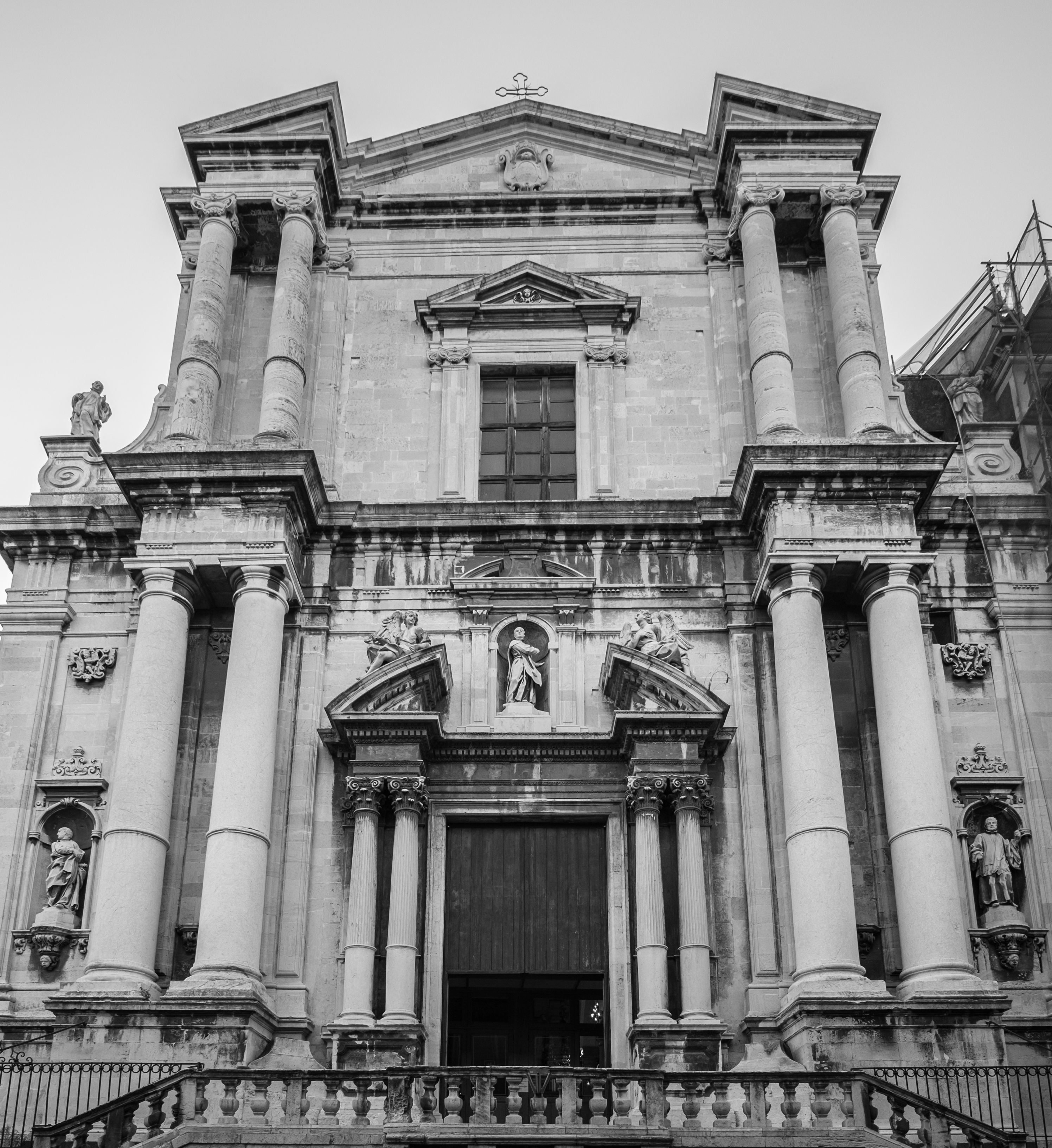
Jesuitenkirche San Francesco Borgia.
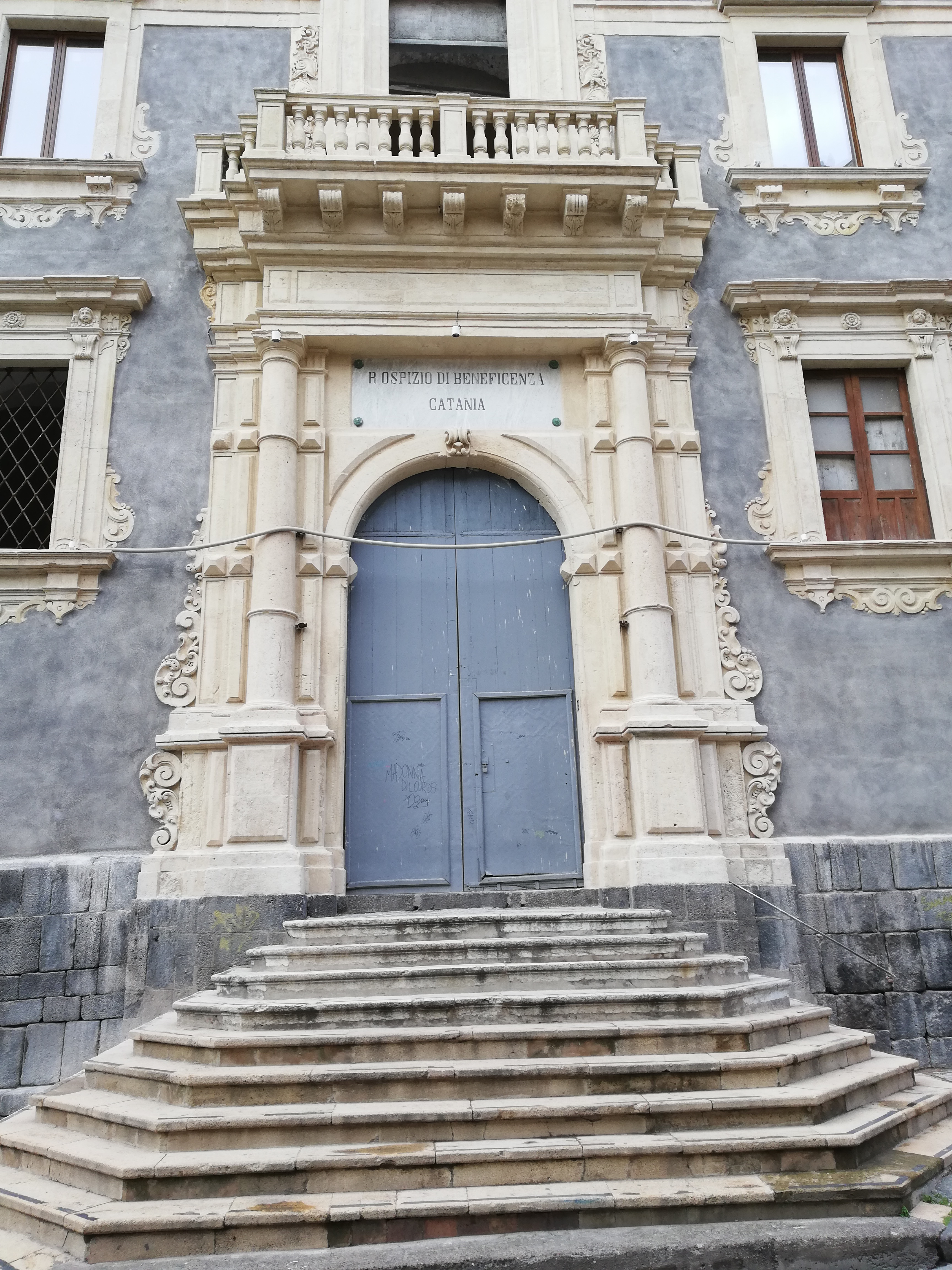
Jesuitenkollegium: Portal.
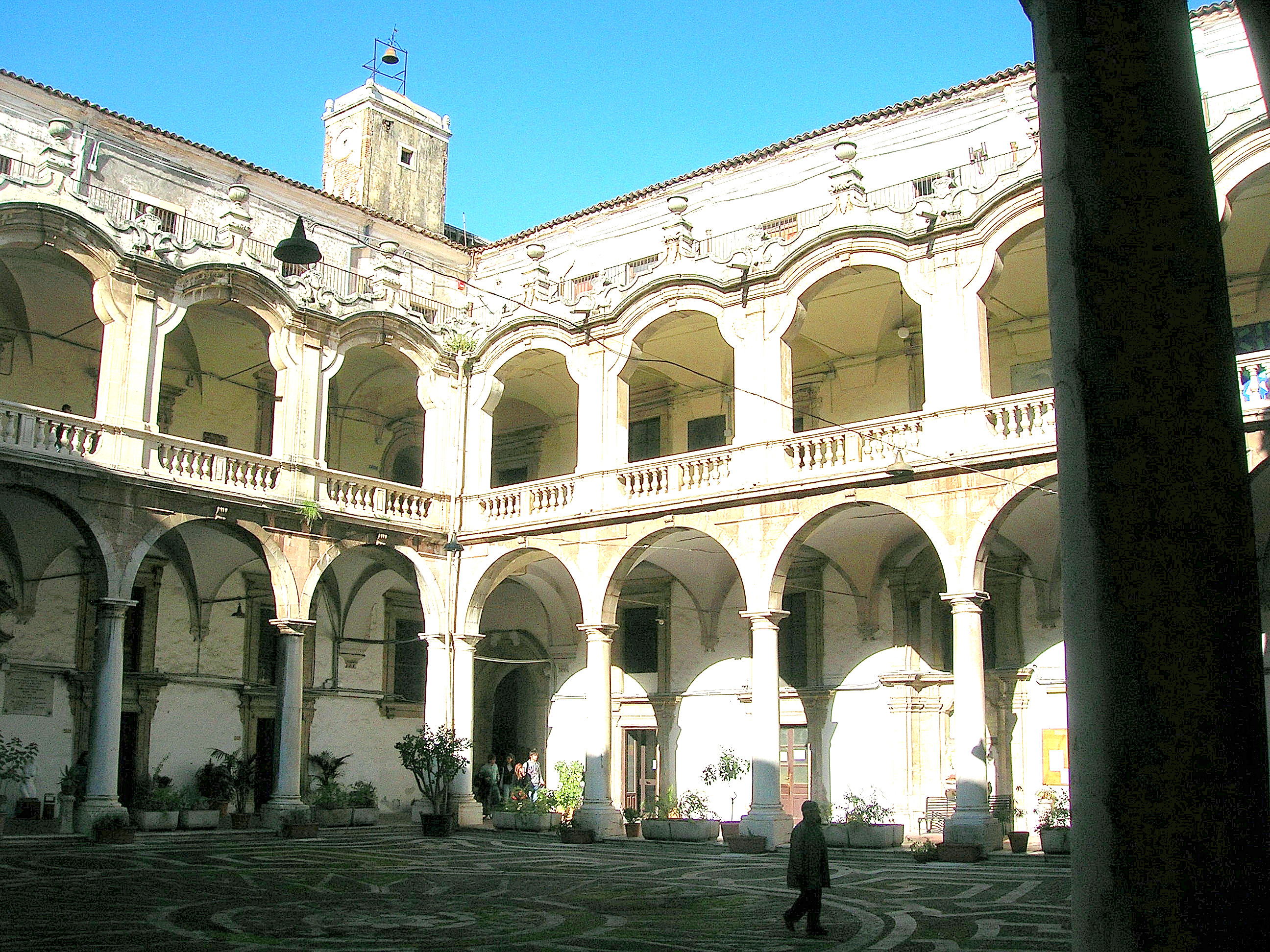
Jesuitenkollegium: Kreuzgang.
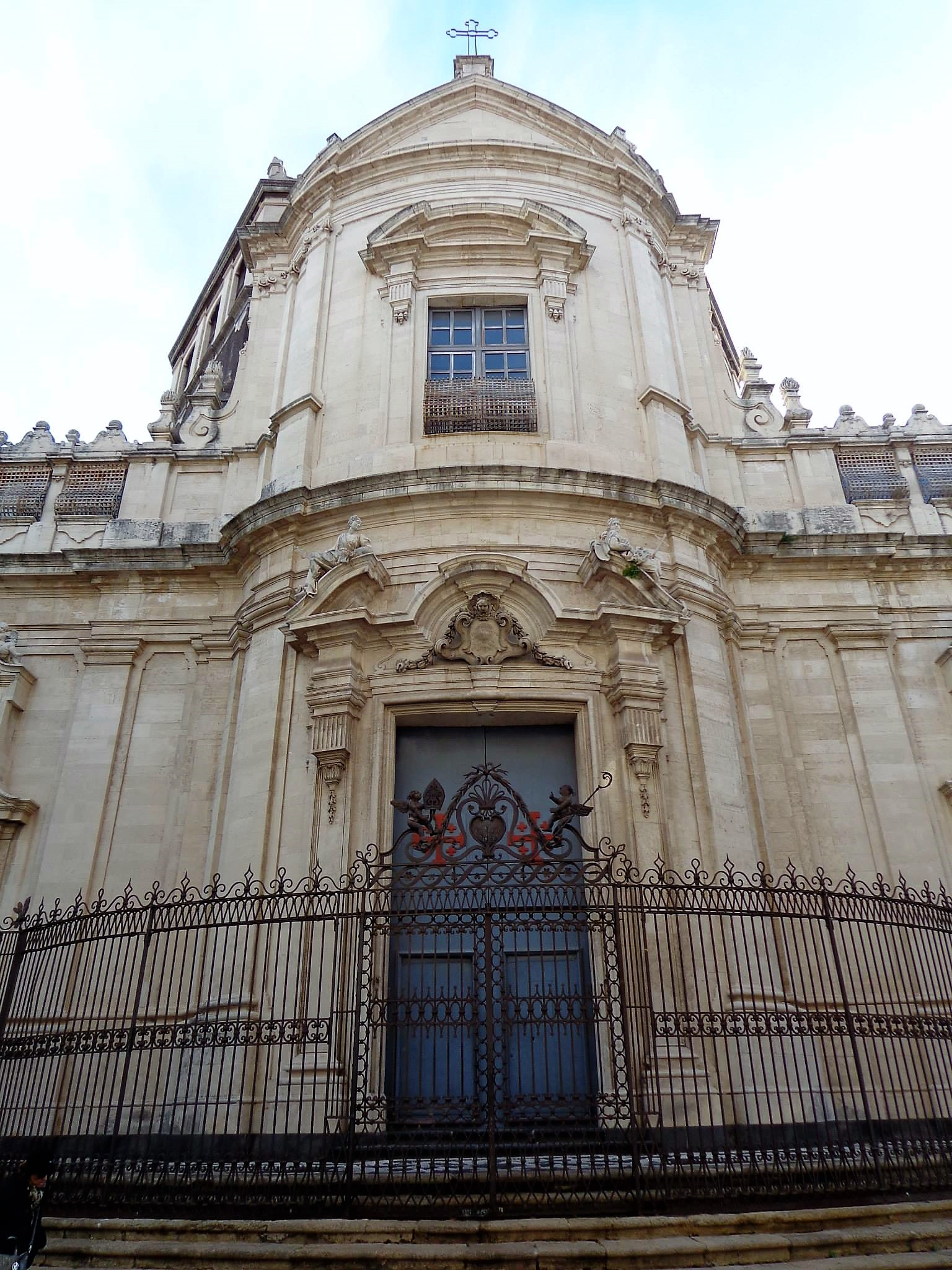
San Giuliano: Fassade.
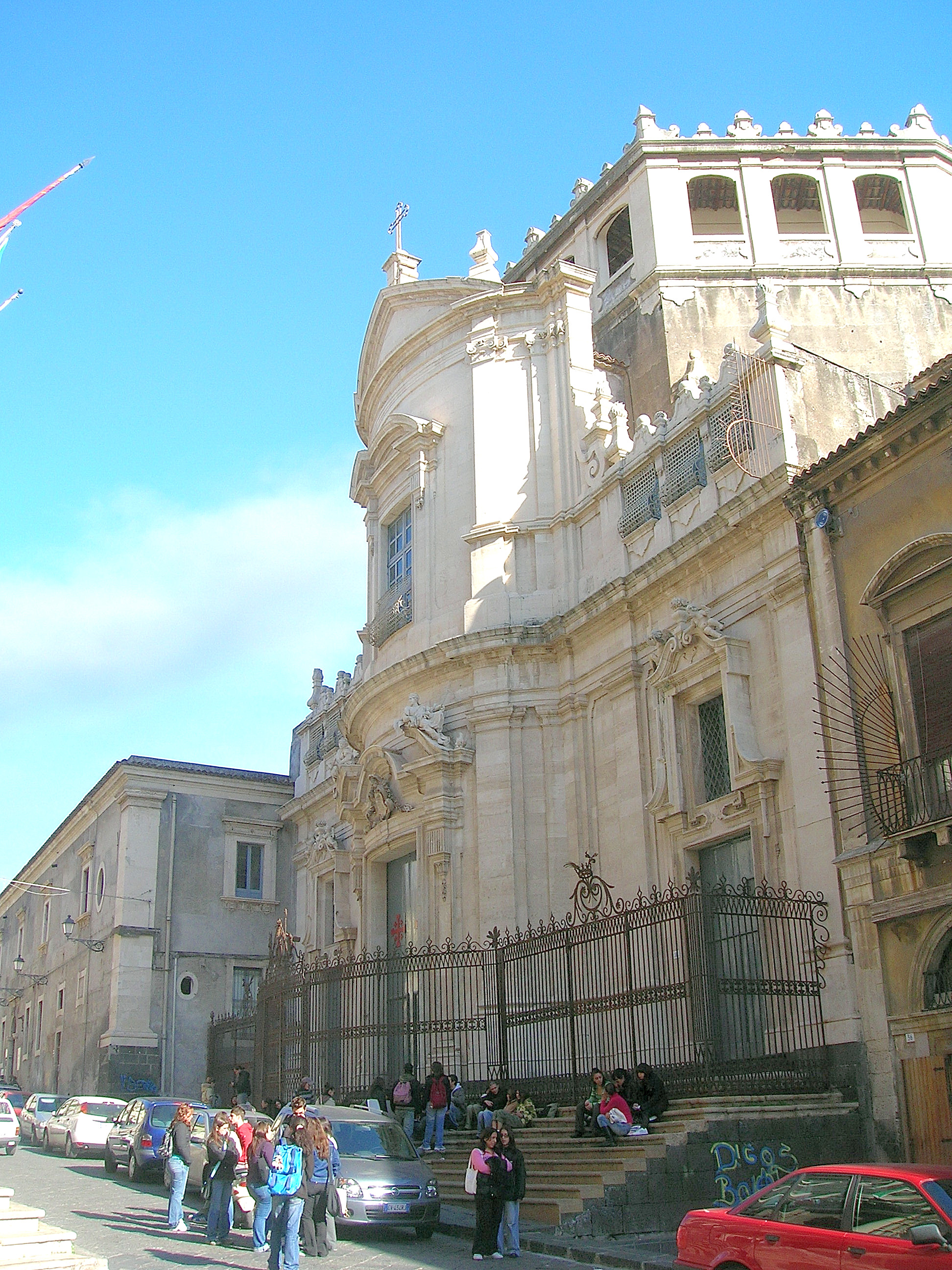
San Giuliano: Fassade und Tiburio.
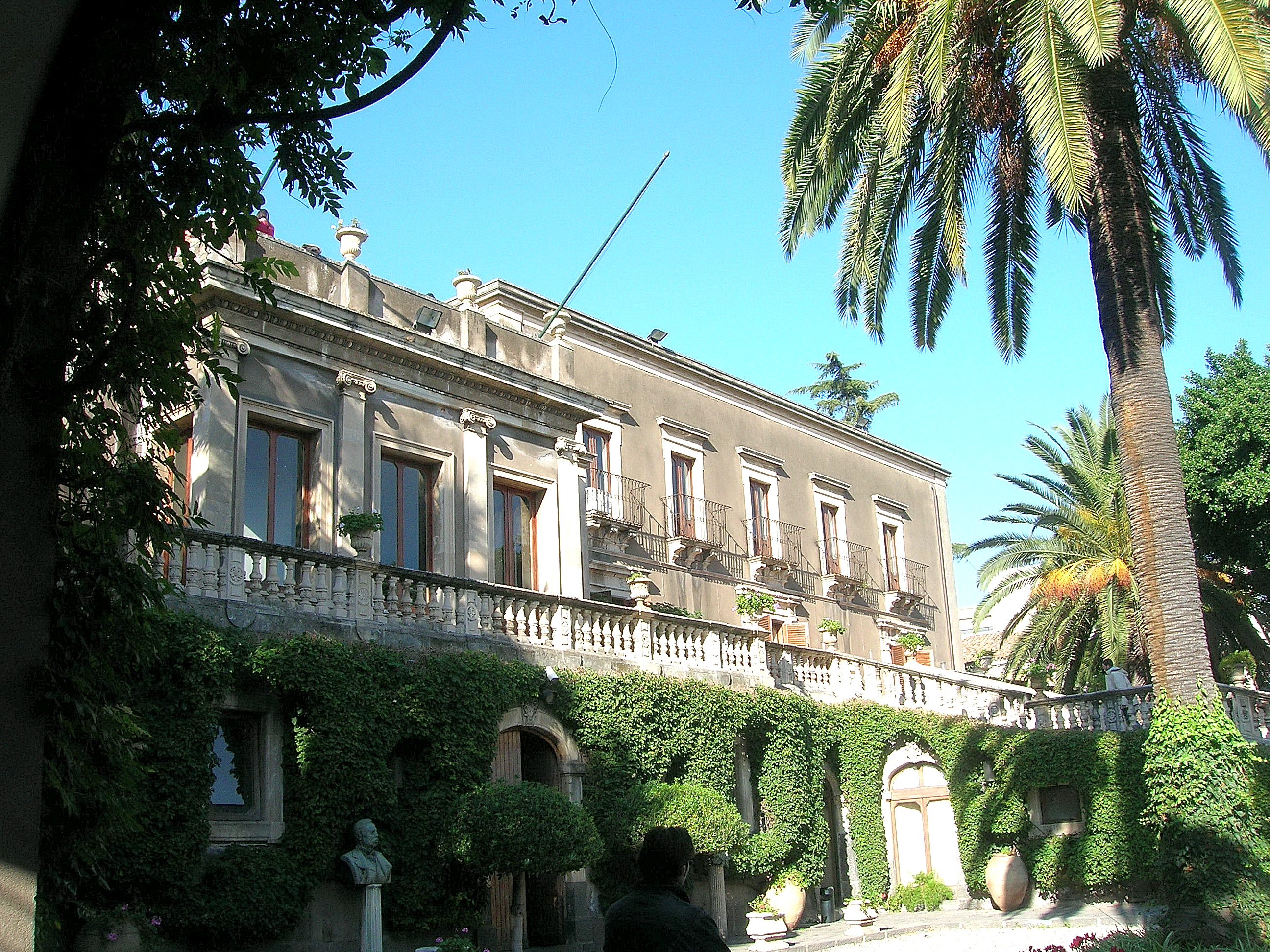
Villa Cerami mit Park.

## Videos
- Ciuridda: Catania Via Crociferi walking tour 4k (stumm). 8 min (Video auf YouTube).
- Vacanze Siciliane.net: Sito Storico Monastero San Benedetto Via Crociferi Catania – Scalinata degli Angeli Guida (italienisch). 17 min (Video auf YouTube).
- La Sicilia: Catania, con "Le Vie dei Tesori" alla scoperta della Chiesa di San Giuliano (italienisch). 3 min (Video auf YouTube).
- Franco Zeffirelli: Storia di una capinera (italienisch). 1993. 2 h 30 min (Video auf YouTube).